# Dire Straits (album)
A Dire Straits a Dire Straits együttes bemutatkozó albuma 1978-ból.
A Sultans of Swing kislemeze Angliában már jóval az album megjelenése előtt sikeres lett, a rádiók is rengeteget játszották, ám Amerikában csak több hónappal az album megjelenése után aratott sikert. A Billboard albumlistáján a 2., az angol albumlistán az 5. helyet érte el. Az album szerepel az 1001 lemez, amit hallanod kell, mielőtt meghalsz című könyvben.

## Az album dalai
|    | Cím                   | Szerző(k)     | Hossz |
| -- | --------------------- | ------------- | ----- |
| 1. | Down to the Waterline | Mark Knopfler | 3:55  |
| 2. | Water of Love         | Mark Knopfler | 5:23  |
| 3. | Setting Me Up         | Mark Knopfler | 3:18  |
| 4. | Six Blade Knife       | Mark Knopfler | 4:10  |
| 5. | Southbound Again      | Mark Knopfler | 2:58  |
| 6. | Sultans of Swing      | Mark Knopfler | 5:47  |
| 7. | In the Gallery        | Mark Knopfler | 6:16  |
| 8. | Wild West End         | Mark Knopfler | 4:42  |
| 9. | Lions                 | Mark Knopfler | 5:05  |

## Helyezések és eladási minősítések

### Album
| Év   | Lista                 | Helyezés |
| ---- | --------------------- | -------- |
| 1978 | Ausztrál albumlista   | 1        |
| 1979 | Francia albumlista    | 1        |
| 1979 | Billboard Pop Albums  | 2        |
| 1979 | Új-zélandi albumlista | 3        |
| 1979 | Brit albumlista       | 5        |
| 1979 | Svéd albumlista       | 6        |
| 1979 | Norvég albumlista     | 10       |
| 1979 | Osztrák albumlista    | 17       |

### Kislemez
| Év   | Kislemez         | Billboard Hot 100 | Brit kislemezlista |
| ---- | ---------------- | ----------------- | ------------------ |
| 1979 | Sultans of Swing | 4                 | 8                  |

### Eladási minősítések
| Szervezet            | Minősítés  | Dátum              |
| -------------------- | ---------- | ------------------ |
| RIANZ – Új-Zéland    | arany      | 1978. december     |
| BPI – UK             | ezüst      | 1979. február 2.   |
| RIAA – U.S.          | arany      | 1979. február 21.  |
| ARIA – Ausztrália    | platina    | 1979. február      |
| RIANZ – Új-Zéland    | platina    | 1979. február      |
| RIAA – U.S.          | platina    | 1979. március 27.  |
| BPI – UK             | arany      | 1979. március 30.  |
| IFPI – Németország   | arany      | 1979. április 3.   |
| BPI – UK             | platina    | 1979. november 23. |
| IFPI – Németország   | platina    | 1979               |
| SNEP – Franciaország | platina    | 1982               |
| BPI – UK             | 2X platina | 1986. február 7.   |
| RIAA – U.S.          | 2x platina | 1987. január 6.    |

## Közreműködők
- Mark Knopfler – ének, szólógitár, ritmusgitár
- John Illsley – basszusgitár, háttérvokál
- David Knopfler – ritmusgitár, háttérvokál
- Pick Withers – dob